# Hamworthy
Hamworthy – część miasta Poole w Anglii, w hrabstwie ceremonialnym Dorset, w dystrykcie (unitary authority) Bournemouth, Christchurch and Poole. Leży 30 km na wschód od miasta Dorchester i 158 km na południowy zachód od Londynu. W 2001 miejscowość liczyła 12 205 mieszkańców.